# Носиков, Иван Андреевич
Иван Андреевич Носиков — советский хозяйственный и политический деятель.

## Биография
Родился в 1930 году. Член КПСС.
До 1963 года — инженер-строитель, комсомольский и партийный работник в городе Ленинграде.
В 1963—1965 гг. — первый секретарь Смольнинского районного комитета КПСС города Ленинграда.
В 1969—1972 гг. — заведующий отделом строительства и городского хозяйства Ленинградского горкома КПСС.
В 1972—1975 гг. — секретарь Ленинградского городского комитета КПСС.
В 1975—1986 гг. — заместитель председателя Ленинградского городского Совета депутатов трудящихся.
В 1986—1989 гг. — заместитель начальника, в 1989—1991 гг. — начальник Ленинградского территориального управления Госснаба СССР.
Жил в Санкт-Петербурге.

## Награды
- Орден Трудового Красного Знамени (25.08.1971)
- Орден Дружбы народов (1981)